# Бушнелл, Дэвид

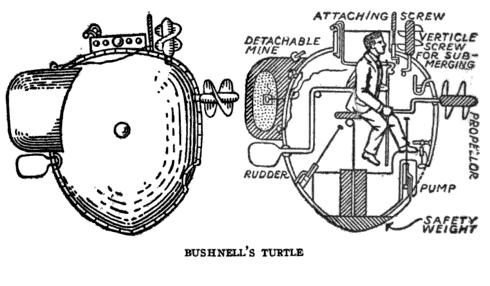
Схема подводной лодки «Черепаха»

Дэвид Бушнелл (1740—1824, Вестбрук, Коннектикут) — американский изобретатель периода Войны за независимость США.
Считается создателем первой в мире подводной лодки, когда-либо использованной в военных целях. Лодка под названием «Черепаха» была создана в 1775 году во время обучения конструктора в Йельском университете. Предложенный Бушнеллом принцип заполнения балластных цистерн забортной водой для погружения лодки и винтовой движитель до сих пор используются в конструкциях современных субмарин.
Во время обучения в Йельском университете Бушнелл доказал, что порох взрывается под водой. Он также изготовил первую бомбу с часовым механизмом. Эти два изобретения он попытался использовать летом 1776 года во время неудачной атаки британских кораблей, блокировавших Нью-Йоркскую бухту. Британские корабли, подводная часть которых была защищена металлическим листом от морских паразитов, не получили серьёзных повреждений. Затем Бушнелл попытался атаковать английские корабли с помощью подводной лодки, однако английский фрегат утопил шлюп, на борту которого находилась «Черепаха», и лодка была потеряна. В 1777 году Бушнелл попытался использовать плавающую мину для атаки английского корабля «Cerberus» в бухте
Ниантик. Мина попала в стоявшую рядом небольшую лодку и уничтожила её, не нанеся повреждений главной цели. В 1778 году Бушнелл при помощи плавающих мин попытался атаковать английские корабли, стоявшие в гавани Филадельфии. Канистры (кеги) с часовыми механизмами, заполненные порохом, были пущены по реке Делавэр в сторону стоявшей на якоре английской эскадры. В результате взрывов затонула английская баржа и погибли 4 моряка. Боевые корабли не получили серьёзных повреждений. По мотивам этих событий была написана патриотическая баллада «Битва кегов» Фрэнсиса Хопкинсона.
6 мая 1779 года он был взят в плен и находился в тюрьме Middlesex Parish (ныне Darien, штат Коннектикут).
8 июня 1781 года по предложению Джорджа Вашингтона было сформировано новое подразделение, известное как «Корпус сапёров и минёров», куда Дэвид Бушнелл был зачислен в звании капитана. В составе этого подразделения он участвовал в
битве под Йорктауном в сентябре и октябре 1781 года, а затем командовал им до конца войны, когда корпус был расформирован, и стал членом
«Общества Цинциннати», организованного во время войны офицерами в звании капитана и старше.
После окончания войны он возвратился в Коннектикут, затем совершил путешествие во Францию и осел в Уоррентоне (шт. Джорджия), где преподавал в местной академии и занимался практической медициной. Был награждён медалью Джорджа Вашингтона.
Модели подводной лодки «Черепаха» находятся в музее подводного флота в Гротоне (штат Коннектикут), и в музее Монако.
Его именем названы две базы подводных лодок: AS-2 «Бушнелл», спущенная на воду в Бремертоне (шт. Вашингтон) в 1915 году и AS-15 «Бушнелл», спущенная 14 сентября 1942 года.